# Voútes
Voútes, en grec moderne : Βούτες, est un village du dème de Héraklion, dans le district régional de Héraklion, de la Crète, en Grèce. Selon le recensement de 2001, la population de Voútes compte 576 habitants.
Le village est situé à une distance de 12,9 km de Héraklion et à une altitude de 240 m. Le village est mentionné dans les recensements vénitiens sous le nom de Vuttes avec 230 habitants.